# Liste de ponts de la Savoie

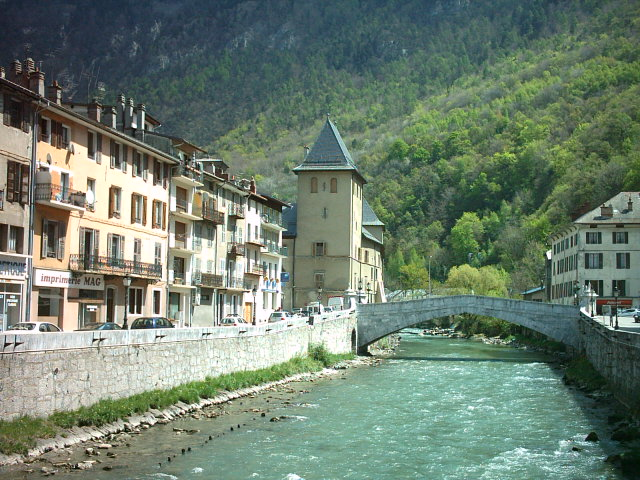
Le Vieux-Pont de Moûtiers, classé au titre des monuments historiques.

Cet article recense de manière non exhaustive, les ponts de la Savoie, c'est-à-dire les ponts situés dans le département de la Savoie en région Auvergne-Rhône-Alpes.

## Ponts ferroviaires
- Le viaduc de Culoz de la ligne de Culoz à Modane (frontière).

## Ponts routiers et autoroutiers

### Ponts routiers
- Le pont de La Loi.
- Le pont de Lucey.
- Le pont suspendu de Yenne.
- le pont de La Balme.
- le viaduc du Charmaix.

## Franchissement de cours d'eau

### Franchissements duRhône

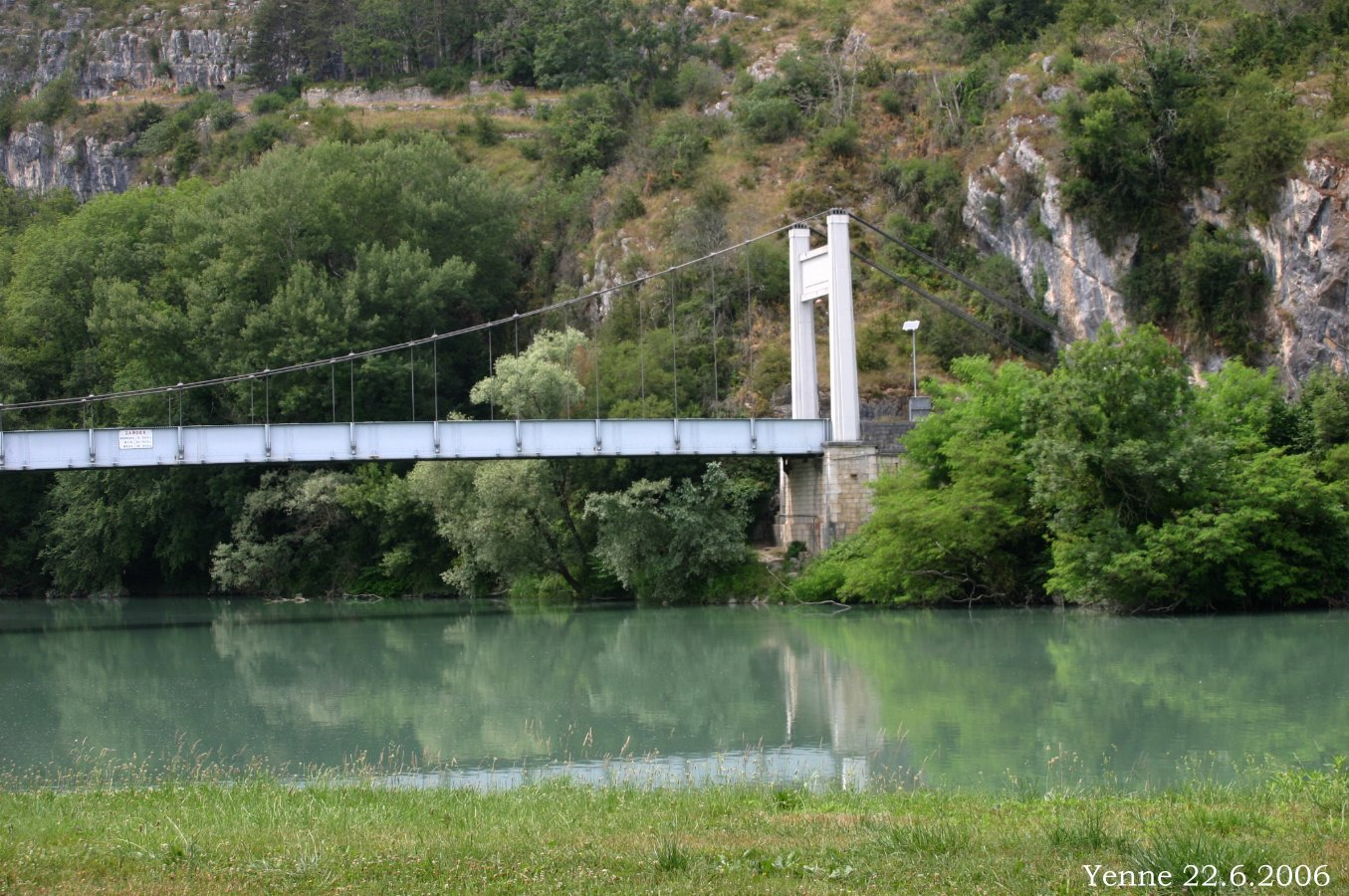
Le pont suspendu de Yenne.

#### Savoie/Ain
- Le pont de La Loi.
- Le viaduc de Culoz de la ligne de Culoz à Modane (frontière).
- Le pont de Lucey.
- Le pont suspendu de Yenne.
- le pont de La Balme.

### Autres franchissements de cours d'eau
Franchissement de l'Isère
- Pont de l'Isère dit Le Vieux-Pont, à Moûtiers ;
- Pont Morens, à La Chavanne et Montmélian ;
- Pont Royal, à Chamousset ;
- Pont Victor-Emmanuel, à Cruet (fermé).

## Ponts présentant un intérêt architectural ou historique

### Inscrits ou classés au titre des monuments historiques

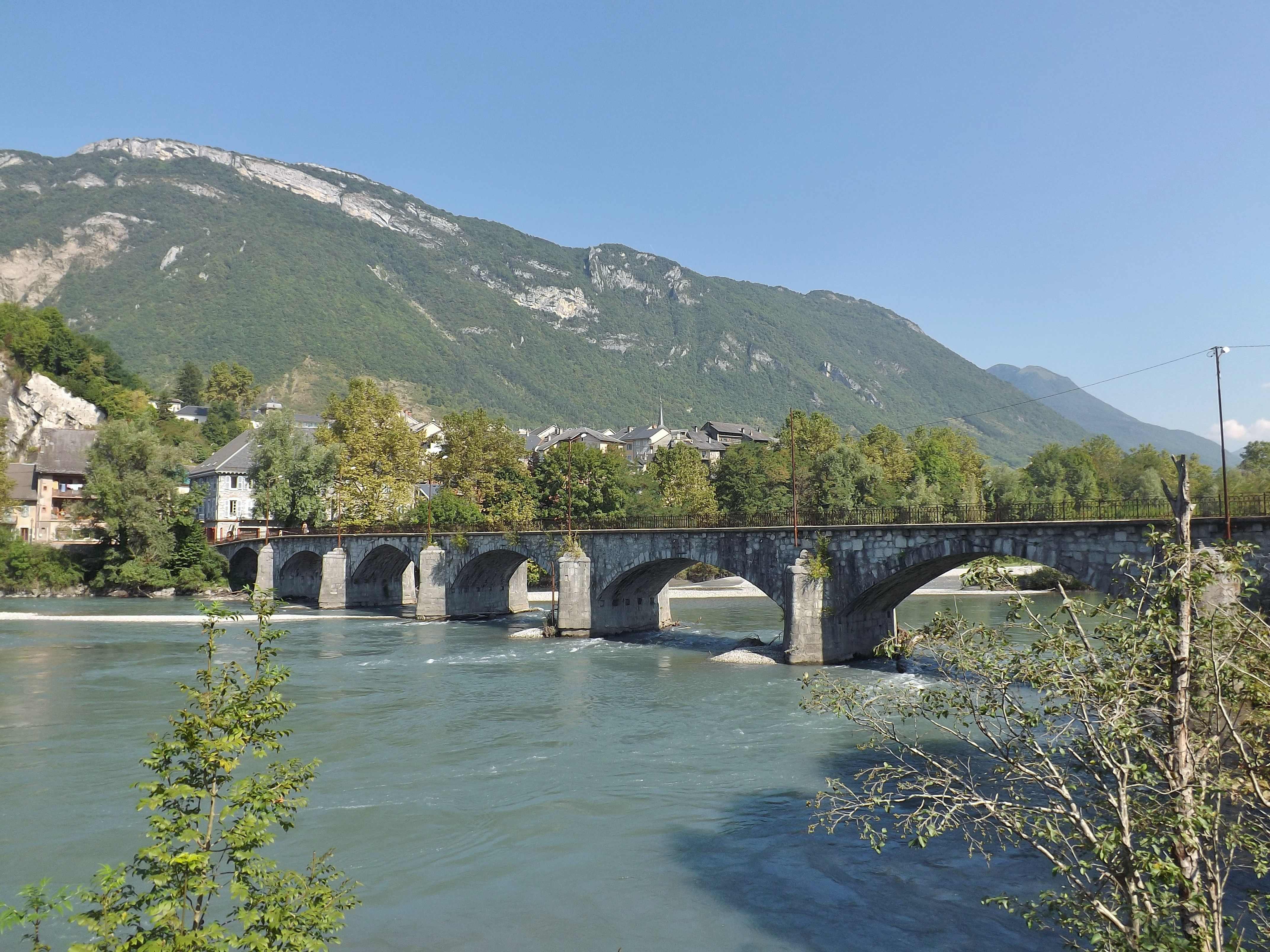
Le pont Morens devant Montmélian.

- Vieux Pont et Pont de la Lame à Bonneval-sur-Arc
- Pont Morens[1],[2] à La Chavanne et Montmélian (XVIIe siècle - XIXe siècle)
- Pont Victor-Emmanuel dit « Pont des Anglais » à Cruet
- Pont de l'Isère dit Le Vieux-Pont[3] à Moûtiers (XVIIIe siècle).
- Pont Royal[4], à Chamousset (XIXe siècle).